# Дуб «Мильнівський»
Дуб «Мильнівський» — ботанічна пам'ятка природи місцевого значення в Україні. Пам'ятка природи розташована на території Зборівського району Тернопільської області, х. Манюки (приєднано до села Бліх), Мшанецьке лісництво, кв. 50 в. 9, біля дитячого лікувального центру «Барвінок», лісове урочище «Мильно».
Площа — 0,02 га, статус отриманий у 1999 році.